# Диниев, Керим Шахин оглы
Керим Шахин оглы Диниев (азерб. Diniyev Kərim Şahin oğlu; 5 сентября 1993, Баку, Азербайджан) — азербайджанский футболист, защитник. Защищал цвета молодёжной сборной Азербайджана. Ныне — тренер.

## Биография
Керим Диниев является старшим сыном Шахина Диниева — бывшего футболиста, ныне профессионального футбольного тренера, который в период с 1992 по 1996 года был главным тренером национальной сборной Азербайджана. Младший брат Керима — Джошгун Диниев, также является профессиональным футболистом.

## Клубная карьера

### Россия
В 2008 году, в возрасте 15 лет начал выступление за дублирующий состав грозненского «Терека», где провел два сезона. 10 апреля 2009 года состоялся дебют Диниева в основном составе дубля «Терека» в четвёртом туре Чемпионата России среди дублирующих составов против казанского «Рубина». Провел на поле 47 минут. При этом грозненцы вышли на игру под руководством отца Керима Диниева — Шахина Диниева.
В 2010 году Диниев поступил в Азербайджанскую государственную академию физической культуры и спорта, в связи с чем покинул ряды грозненцев и вернулся в Баку.

### Азербайджан
В 2010 году состоялся переход Керима Диниева в бакинский «Нефтчи», где юный футболист выступал за дублирующий состав. В основном составе «флагмана» провел всего лишь одну игру. Во время летнего трансферного окна 2013 года, на правах аренды, перешёл в ФК «Сумгаит». Контракт с клубом был подписан сроком на один год. В составе «Химиков» выступает под № 5.

## Сборная Азербайджана

### U-19
Дебютировал в составе юношеской сборной Азербайджана до 19 лет 6 октября 2011 года в Баку, в отборочном матче Чемпионата Европы среди футболистов до 19 лет, против сборной Швеции, в котором азербайджанская команда одержала победу со счетом 1:0. Провел на поле первые 75 минут матча.

### U-21
С 2013 года привлекается в состав олимпийской сборной Азербайджана U-21.

## Достижения
- Трижды, в сезонах 2010/11, 2011/12 и 2012/13 годов становился чемпионом Премьер-Лиги Азербайджана в составе бакинского «Нефтчи».
- Победитель Кубка Азербайджана сезона 2012/13 годов, финалист сезона 2011/12 годов в составе «Нефтчи» Баку.